# Ipa terrenus
Ipa terrenus là một loài nhện trong họ Linyphiidae.
Loài này thuộc chi Ipa. Ipa terrenus được Ludwig Carl Christian Koch miêu tả năm 1879.